# آرمین ولف
آرمین ولف (انگلیسی: Armin Wolf؛ زادهٔ ۱۹ اوت ۱۹۶۶) مجری تلویزیون، گوینده اخبار، و روزنامه‌نگار اهل اتریش است.
وی همچنین برندهٔ جوایزی همچون جایزه فانوس دریایی شده‌است.